# Nokia N95
Pour les articles homonymes, voir N95.

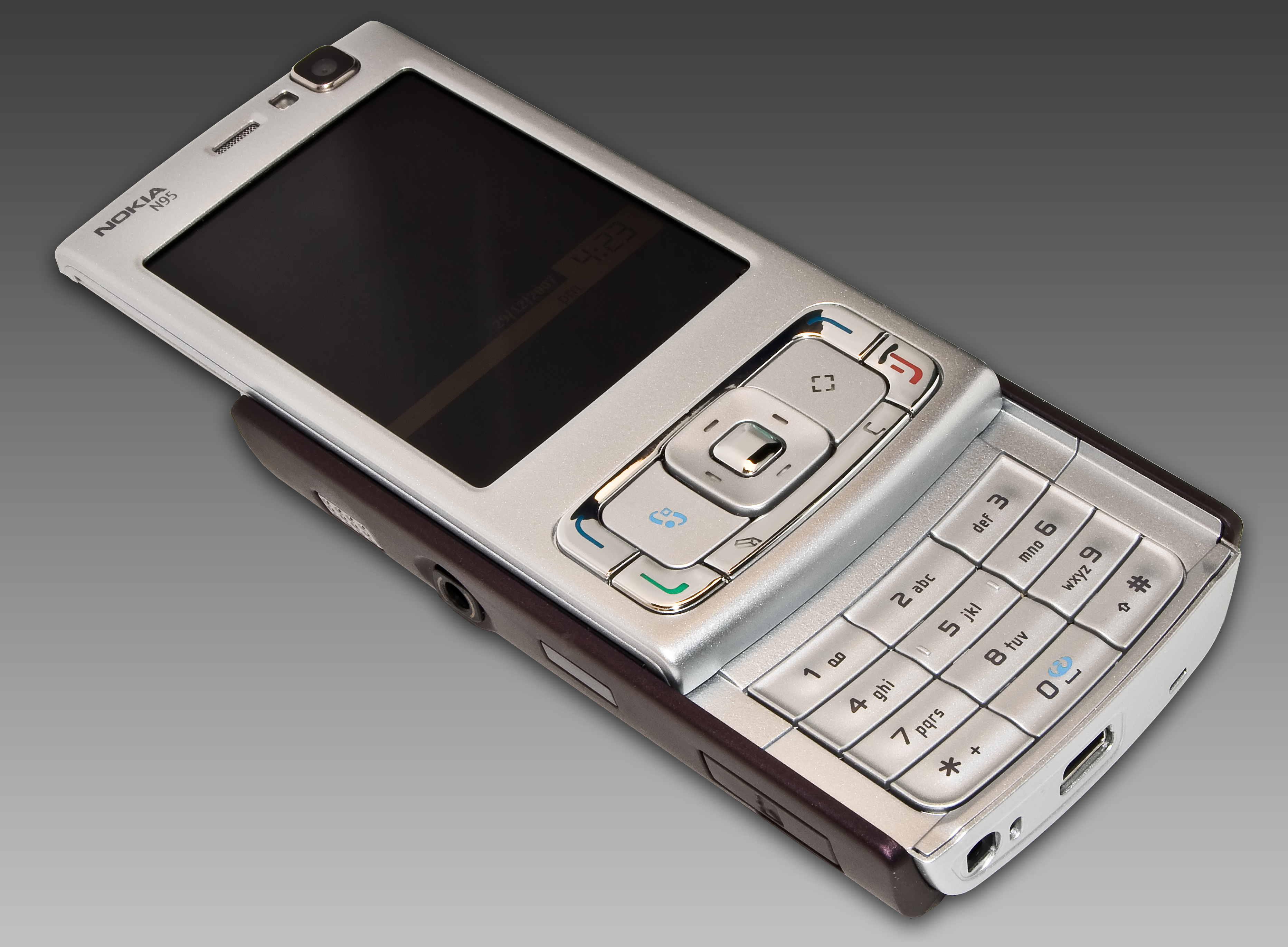
Téléphone avec clavier ouvert vers le bas.

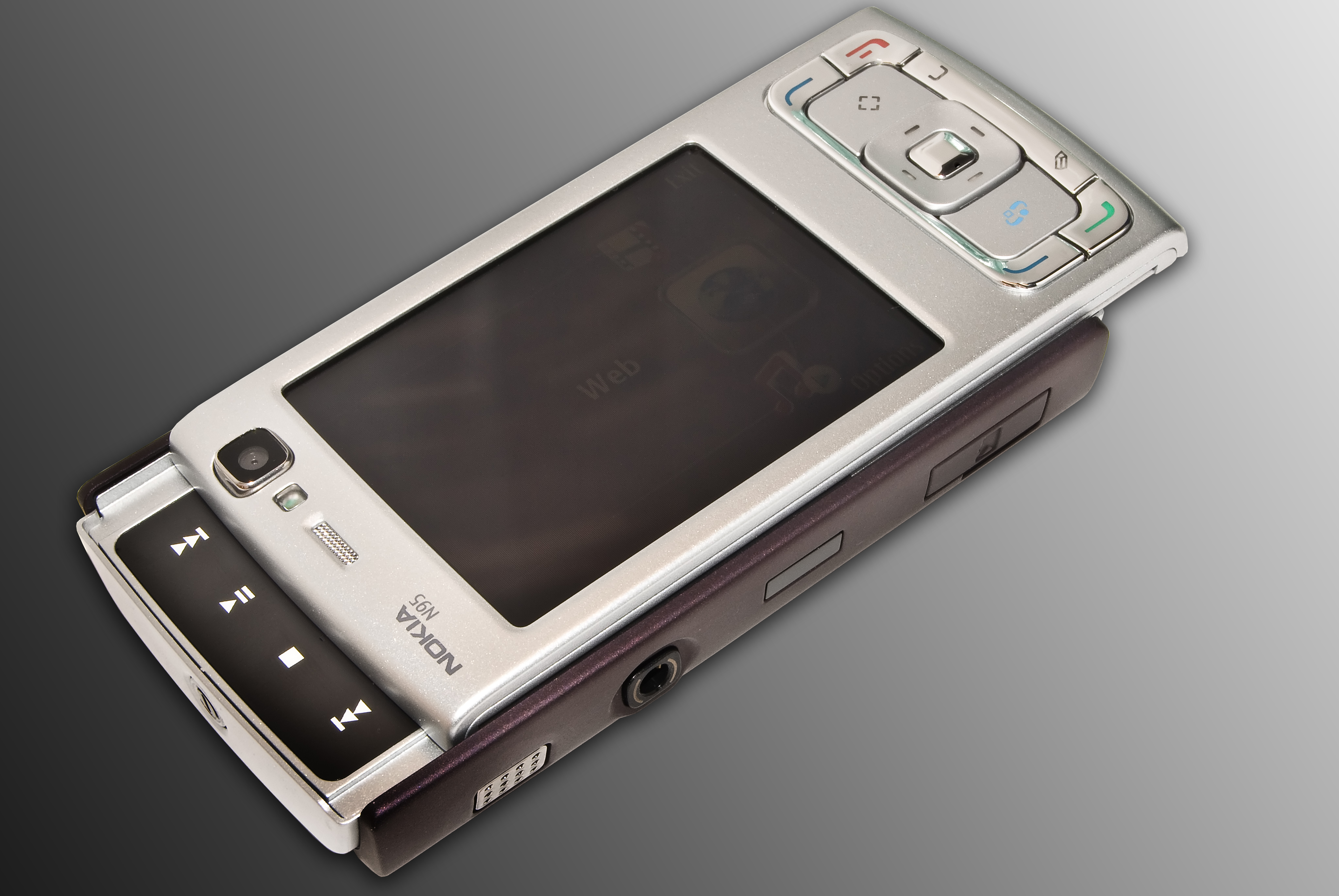
Téléphone avec clavier ouvert vers le haut.

Le Nokia N95 est un smartphone de Nokia. Il a été dévoilé en septembre 2006 lors du Nokia World Forum 2006 et sa livraison est effective depuis avril 2007. Son prix de lancement fut de 799 €. Il est basé sur la 3e édition du système d'exploitation Symbian S60 (v9.2). Il est le premier combiné Nokia HSDPA et intégrant un récepteur GPS. Il dispose d'un appareil photo de 5 Mp et d'une connectivité haut débit mobile de 3.5G.
Il comprend deux parties coulissantes : le clavier d'une part lorsqu'on le sort vers le bas, et quelques boutons destinés à la musique et la vidéo vers le haut.
C'était un mobile haut de gamme et avant-gardiste lors de son lancement. Il est considéré aujourd'hui comme le premier véritable smartphone[Par qui ?].

## Caractéristiques
- GPS intégré (Texas Instruments GPS5300 NaviLink 4.0)
- appareil photo 5 mégapixels (2 592 × 1 944) avec support Flickr, optique Carl Zeiss, autofocus et zoom numérique
- enregistrement vidéo : 640 × 480 à 30 images par seconde
- Wi-Fi 802.11g avec WPA2, WPA
- HSDPA (3.5G) - 3,6 Mbit/s
- quadruple bande GSM / EDGE : 850, 900, 1800, 1900
- simple bande UMTS / HSDPA: W-CDMA 2100
- 2,6 pouces QVGA (320 × 240) écran 16 millions de couleurs
- carte mémoire micro SD et microSDHC jusqu'à 32 Go, jusqu'à 2 Go et microSD sur le site officiel de Nokia
- 160 Mo de mémoire interne
- jack audio 3,5 mm
- lecteur audio supportant MP3, WMA, RealAudio, SP-MIDI, AAC, AAC+, eAAC+, MIDI, AMR, M4A, True Tones
- haut-parleur stéréo
- microphone
- support A2DP écouteurs sans fil stéréo
- radio FM
- USB 2.0 via le port mini USB(pour la synchronisation, pas le rechargement des batteries)
- UPnP
- Bluetooth v2.0 full speed
- Memoire RAM de 64 Mo (~27 Mo disponibles à froid)
- Microprocesseur ARM 11 double cœur à 332 MHz
- puce graphique 3D PowerVR de Imagination Technologies (OpenGL ES 1.1 et M3G)
- pourrait inclure FOTA (Firmware over the air)
- DAS : 0,72 W/kg.

## Dimensions
- 99 × 53 × 21 mm
- Poids 120 g
- Volume 90 cm3

## N95 8GB (N95-2)
Révision du N95, appelé N95 8GB (N95-2, connu en interne sous le nom de RM-320), a été annoncée le 29 août 2007 et fut commercialisé le 15 octobre 2007.
Les changements par rapport au premier modèle sont les suivants : 
- Écran plus grand (2,8 ", 2.6" initialement), même définition (320 × 240), mais résolution dpi diminuée (142 dpi contre 153 dpi).
- ~110 Mo de mémoire interne + 8 Go de « mémoire de masse »/160 Mo pour la première version du N95
- Fente MicroSD enlevée
- La pagination à la demande (bien que le N95 supporte cela aussi, depuis le firmware version 20.0.015 [15])
- 128 Mo de RAM (64 Mo initialement)
- Batterie 1 200 mAh (950 mAh pour le N95 normal)
- Cache de protection pour l'objectif de l'appareil photo retiré pour faire de la place pour la batterie plus grande
- Nouvelle disposition et redimensionnement des boutons de façades
- Nouveau modèle de mains / télécommande, AD - 54 [16] (par opposition aux AD - 43 [17] pour le N95 classique)
- Nouveau menu multimédia, avec l'intégration de Nokia Ovi[réf. souhaitée]
- DAS : 0,47 W/kg

## Applications
- Le N95 possède de nombreuses applications tierces communicantes (voip) telles que :
  - Irremote : utilise le port infrarouge du N95 pour en faire une télécommande universelle.
  - Joikuspot : permet de créer un point d'accès Wi-Fi vers l'Internet en utilisant le réseau mobile/3G/Internet (version 3.2 disponible).
  - Skype : permet de téléphoner au niveau international en utilisant le réseau mobile/3G/Internet.
  - Fring : permet de téléphoner au niveau national en utilisant le réseau mobile/3G/Internet.
  - CorePlayer : permet de lire différents formats audio/vidéo/images avec possibilité de regarder des vidéos en Streaming sur YouTube (version 1.3.6 disponible).
  - Zeekey : permet de relier en Bluetooth la manette de jeu Zeemote.
  - Phonetunes : permet de piloter iTunes en Bluetooth ou en Wi-Fi.
  - NeoReader : permet de scanner un code-barre pour se rendre sur le site web en question.
  - Wefi : permet de trouver des hotpspots Wi-Fi ouverts ou non.
  - Opera Mini : permet de naviguer sur Internet en 3G ou en Wi-Fi et de télécharger les fichiers (version 7.1 disponible).
  - Google Search : permet de faire des recherches Google avec reconnaissance vocale (version 2.03 disponible).
  - Sip Voip settings (de voipvoip) : permet d'accéder à des réglages de voip qui rendent le téléphone compatible SIP sans passer par un proxy
  - MobiPocket : permet de télécharger et lire des e-books.
- Ces applications peuvent être installées sur le Nokia N95, mais aussi les autres mobiles compatibles Symbian. Cependant, ces applications doivent porter des signatures numériques pour des raisons de sécurité.